# Christoffer Freidenfelt
Christoffer Freidenfelt (även Freudenfelt), född 19 februari 1689 i Laukkalla, Finland, död 19 maj 1743 i bottniska viken mellan Umeå och Kello, var en svensk militär.

## Biografi

### Tidig karriär
Freidenfelt blev volontär vid Karelska kavalleriet 1701 och deltog i Stora nordiska kriget under striderna i Livland och Kurland, bland annat i slaget vid Gemauerthof 1705. 1708 följde han Adam Lewenhaupt under hans olyckliga tåg inåt Ryssland och förenades efter slaget vid Lesna med Karl XII:s huvudarmé. Han följde 1711 med Swen Lagerberg och tatarkanens armé, och deltog i kalabaliken i Bender.
1714 blev han generaladjutant och 1732 överste för Smålands kavalleriregemente. 

### Insatser i kriget mot Ryssland
Med Smålands kavalleriregemente kom Freidenfelt 1741 till Finland, under hattarnas ryska krig. Han protesterade förgäves mot den svenska reträtten och fick i oktober 1742 befälet över trupperna i norra Sverige. 
Freidenfelt fick det bekymmersamma uppdraget att föra hem det som återstod av det svenska rytteriet. Detta måste ske landvägen runt Bottniska viken, eftersom inga fartyg fanns att tillgå i Helsingfors. Men när han hunnit till Vasa var både krigskassan och hans egna tillgångar uttömda. Provianten var också slut, och hästarna hade fått svälta under marschen genom stora skogstrakter där inget bete fanns. Tack vare hjälp från landshövding Gyllengrip i Umeå, som skickade över proviant, och genom lån lyckades han emellertid både hålla sin trupp vid liv och förhyra några fartyg som låg i Vasa, så att han kunde transportera folket över till Västerbotten. Men nästan alla hästarna tvingades han lämna i kronobetjäningens vård för att tills vidare inhysas hos allmogen i trakten.
Vid ankomsten till Umeå fick Freidenfelt regeringens uppdrag att leda försvaret av Västerbotten. Västerbottens regemente hade dock lidit svåra förluster i Finland, i synnerhet vid Villmanstrand, och de ryttare som Freidenfelt fört med sig över Bottniska viken var svårt angripna av sjukdomar. Flera av dem hade under överfarten svultit eller frusit ihjäl, och de få hästar som kom över var utsvultna och utmattade. Tills vidare var Freidenfelt besluten att bruka de ryttare, som var tjänstdugliga, till fots.
Med det friska manskapet bröt Freidenfelt upp från Umeå redan dagen efter sin ankomst dit, den 26 oktober 1742, för att kunna möta fienden vid Torneå. Där anslöt sig efter hand en del trupper på återtåg från Finland. För att öka stridsdugligheten hos sin lilla skara köpte Freidenfelt upp hästar, anställde skidlöpare och skaffade ett par kanoner, som sattes på slädar. På hans och Gyllengrips bedrivande avsände regeringen också 4 000 tunnor spannmål sjöledes till Västerbotten. Men fartygen frös in på vägen, somliga hela 25 mil söder om Umeå, och deras last måste forslas vidare på slädar.
Den 24 november besegrade Freidenfelt en rysk styrka i slaget vid Kemi. Vid Kemi hade ryssarna skjutit fram en beriden förtrupp om 350 man, till största delen kosacker, och sammankallat allmogen att avlägga trohetsed till tsarinnan. Men ryssarna blev före daggryningen överrumplade av Freidenfelts folk, som högg ned en del av dem och drev resten på flykten. Sedan bemäktigade sig Freidenfelt både det höförråd som fienden samlat ihop vid Kemi, och en del hästar.
För segern i slaget befordrades Freidenfelt 26 februari 1743 till generalmajor. 
I april avvärjde Freidenfelt ett ryskt anfall och gick därefter till motoffensiv, besegrade den 12 april en rysk styrka i slaget vid Ijo, och nådde fram till Uleåborgs närhet. Regeringen hoppades nu på att genom en folkresning i Finland, understödd av Freidenfelts trupper norrifrån och av andra svenska stridskrafter, som överförts till Åland, kunna återta Finland, innan de fåtaliga ryska trupperna hann få förstärkningar. För denna uppgift behövdes emellertid mera reguljära trupper, och Freidenfelt for själv över till Umeå för att påskynda överförandet av förstärkningarna. Men under arbetet med detta kom den jakt som han befann sig på in bland drivisen i Bottniska viken och blev sönderskuren. Freidenfelt drunknade tillsammans med större delen av sina följeslagare den 19 maj 1743.